# Ruta Buissonnière
La Ruta Buissonnière es una ruta turística de casi 400 km que conecta Fontainebleau con Lyon atravesando la región natural de Puisaye. Los alrededores de la cordillera de Morvan y las montañas de Beaujolais. También es una alternativa para llegar a Lyon desde París por carreteras secundarias sin cruzar ninguna aglomeración. Se señaliza en determinados lugares (en particular en la entrada y salida de localidades) mediante un cartel que muestra un conejo negro.

## Historia
Originalmente, la Ruta Buissonnière fue creada en 1933 por comerciantes de Corbigny. 
El conejo negro de los paneles fue dibujado en 1958 por el cartelista Charles Loupot, que vivía en Chevroches, cerca de Clamecy, un pueblo atravesado por la carretera. Como resultado, la Ruta Buissonnière también se conoce coloquialmente, la "carretera del conejo", un nombre que en 1999 inspiró una revista sobre el descubrimiento, creada por Sophie Jovillard y distribuida por France 3 Borgoña-Franco Condado.

## Presentación
La carretera comienza sus primeros 30 km en el departamento de Sena y Marne, después cubre 50 km en la región del Centro-Valle de Loira (Loiret), cruza Borgoña-Franco Condado durante 270 km (Yonne, Nièvre y Saona y Loira), finalmente termina sus últimos 50 km en Auvernia-Ródano-Alpes (metrópolis de Lyon).
Entre Fontainebleau y Dornecy, la ruta sigue un conjunto de carreteras departamentales que pasan por el este de Nemours, Le Bignon-Mirabeau, Courtenay, Charny, Toucy, Courson-les-Carrières, Coulanges-sur-Yonne y Clamecy.
Después, entre Dornecy y Lyon, la carretera continúa por la antigua Nacional 485 ahora D 985 y D 385 pasando por Corbigny, Moulins-Engilbert, Saint-Honoré-les-Bains, Luzy, Toulon-sur-Arroux, Charolles, La Clayette, Chauffailles, Lamure-sur-Azergues, Le Bois-d'Oingt y Limonest.

## Itinerario

#### DeFontainebleauaRemauville(D 148 , D 58 y D 225)
- Fontainebleau
- Episy
- Nonville
- Nanteau-sur-Lunain
- Remauville

#### DeÉgrevilleaDouchy(D 30 , D 32 y D 34)
- Égreville
- Le Bignon-Mirabeau
- Rozoy-le-Vieil
- Ervauville
- Saint-Hilaire-les-Andrésis
- Courtenay
- Montcorbon
- Douchy

#### DeCharnyaFontenailles(D 950, ex-N 450)
- Charny
- Saint-Martin-sur-Ouanne
- Saint-Denis-sur-Ouanne
- Grandchamp
- Villiers-Saint-Benoît
- Dracy
- Toucy
- Moulins-sur-Ouanne
- Leugny
- Ouanne
- Fontenailles

#### DeCourson-les-CarrièresaDornecy(N 151 y D 951)
- Courson-les-Carrières
- Festigny
- Coulanges-sur-Yonne
- Pousseaux
- Clamecy
- Armes
- Dornecy

#### DeBrèvesaChauffailles(D 985, ex-N 485)
- Brèves
- Flez-Cuzy
- Monceaux-le-Comte
- Corbigny
- Marcilly (Cervon)
- Sardy-lès-Épiry
- Epiry
- Aunay-en-Bazois
- Ougny
- Tamnay-en-Bazois
- Moulins-Engilbert
- Saint-Honoré-les-Bains
- Luzy
- Toulon-sur-Arroux
- Saint-Romain-sous-Versigny
- Perrecy-les-Forges
- Génelard
- Saint-Bonnet-de-Vieille-Vigne
- Baron
- Charolles
- Changy
- Saint-Germain-en-Brionnais
- Saint-Symphorien-des-Bois
- La Clayette
- La Chapelle-sous-Dun
- Chauffailles

#### DeSaint-Nizier-d'AzerguesaLyon(D 385, ex-N 485)
- Saint-Nizier-d'Azergues
- Lamure-sur-Azergues
- Chambost-Allières
- Chamelet
- Ternand
- Le Bois-d'Oingt
- Le Breuil
- Chessy
- Châtillon
- Lozanne
- Civrieux-d'Azergues
- Dommartin
- Limonest
- Lyon (D 306, ex-N 6)